# Lissoni (cognome)
Lissoni è un cognome di lingua italiana.

## Varianti
Il cognome non presenta varianti.

## Origine e diffusione
Cognome tipicamente lombardo, è presente prevalentemente nel milanese.
Potrebbe derivare dal toponimo Lissone, a sua volta derivato dal termine latino ilex, "leccio".

## Persone
- Andrea Lissoni – politico italiano
- Piero Lissoni – architetto e designer italiano